# Зграда библиотеке у Параћину
Зграда у Ул. Бранка Крсмановића 47 у Параћину представља непокретно културно добро као споменик културе.
Зграда некадашње параћинске основне школе изграћена је 80-тих година 19. века, на месту где се и раније налазила мала школска зграда, док сада њене просторије користи градска библиотека „Др Вићентије Ракић”.
Овај објекат је пројектован као школа затвореног атријумског типа, при чему је посебна карактеристика постојање два атријума, са приземљем и спратом. Основа грађевине је правоугаоноa, тако што је главна фасада нешто шира од укупне ширине осталог габарита. Прочеље зграде је дуж улице Бранка Крсмановића и симетрично је решено, са истакнутим средишњим ризалитом и декоративно украшеним порталом. Фасада је, осим класицистички компонованог портала, скромно решена, са једноставном пластиком кровних венаца и парапета испод прозора. Изражена је вертикална подела зграде.